# Tjaarda State
Tjaarda State, ook Tjaerda State is een voormalige stins van Rinsumageest in de gemeente Dantumadeel, in de Nederlandse provincie Friesland. De state werd in de loop der tijd erg groot, uiteindelijk had het twee zalen en twintig kamers. Het had een slotgracht en verschillende kelders en zolders. De hele stins was met wit marmeren steen gevloerd. Ook bezat de state een toren met een klok, een poort, paardenstallen en een koetshuis. Al in 1242 wordt de state genoemd, wanneer het bewoond wordt door Botte van de Gaast. Tegenwoordig is er een straat in Rinsumageest vernoemd naar deze stins, 'de Tjaardawei'.

## Geschiedenis
Later woont er een grietman van Dantumadeel in die Sydachus Tjaerda (of Syds Thiarda) heet. Zijn zoon Werp Tjaerda erft de state in de 15e eeuw, maar hij werd in 1465 vermoord nadat hij zijn buurman van de Juwsma State en diens zoon had laten vermoorden. Werps vrouw krijgt vervolgens de state, en zij hertrouwde met Aede Jongema, die rechter in Oostergo was. Maar ook hij werd in 1474 vermoord in Dokkum, hierna volgden nog meer wraakmoorden. Een andere zoon van Sydachus Tjaerda was Barteld Tjarda van Starkenborgh.
De dochter van Werp Tjaerda erft dan de State. Zij trouwde met Syds Bottinga, en nadat die was overleden met Schelte van Scheltinga, die grietman van Kollumerland, Achtkarspelen en Dantumadeel was. In 1515 veroverden de Geldersen de State en het dorp, en het jaar later brandden de Bourgondiërs het hele dorp plat, maar de state bleef overeind staan. Zijn enorme testament is bewaard gebleven en daarin is te lezen dat Schelte, een van zijn acht kinderen, die getrouwd was met His van Hermana, de state erfde.
Zij kregen samen een zoon, Syds van Tjaerda, die daarna de state bewoonde. Syds' dochter Margaretha van Tjaerda erfde vervolgens de state. Zij trouwt met Ruurt van Juckema, die ook Camminghaburg bij Leeuwarden en Sjaerdemaslot en Camminghahuis te Franeker bezaten. Hij was erg rijk en kocht ook nog Orxma State in Menaldum. Margaretha en Ruurt kregen twee dochters, die beide met een Camstra trouwde. De state blijft vervolgens in de familie.
In 1834 werd de state op afbraak verkocht. Tegenwoordig is er niets meer van de state terug te vinden.

## Lijst van eigenaren en bewoners van de Tjaarda State
| Jaar | Gebruiker/eigenaar                                            |
| --- | ------------------------------------------------------------- |
| De 1e eigenaren zijn mogelijk: ?Ulbrand, schout Rinsumageest, 11e eeuw; ?Thitard, 1223; ?Thitard, 1341; ?Sidachus, 1341. Sidachus is een broer van Eppo, bekend van de Epposteen. Hun vader is Thitard van 1341. |                                                               |
| overleden ca. 1443 | Sydachus Tjaerda                                              |
| overleden 1470 | Worp Tjaerda                                                  |
| overleden na 1545 | Kinsck Worpsdr Tjaerda, gehuwd met Schelte Scheltinga         |
| overleden 1546 | Syds van Tjaerda                                              |
| overleden na 1576 | Schelte van Tjaerda                                           |
| Rond 1600 | Syds van Tjaerda                                              |
| Voor 1650 | Margaretha van Tjaerda en Ruurt van Juckema                   |
| 1650 | Margaretha van Tjaerda, samen met Lieuwe van Juckema          |
| 1665 | Tjalling van Camstra                                          |
| | Ael van Juckema en Goffe van Camstra                          |
| 1723 | Lucia Andriesa van Camstra en Minne Frans van Burmania        |
| 18e eeuw | Gerrit van Cammingha                                          |
| 18e eeuw | Susanna Barbara, en Tjalling van Asbeck                       |
| 18e en 19e eeuw | Everarda van Asbeck en Johannes Theodorus Franciscus de Rotte |
| 1810 | Jhr. Maurits Calixtus Franciscus Johannes de Rotte            |